# 27-й артиллерийский парк
27-й артиллерийский парк — артиллерийская часть (артиллерийский парк) в составе полевой артиллерии Русской Императорской Армии. 
Старшинство с 1 июля 1807 года. Парковый праздник — 6 декабря (Святого Николая Чудотворца).

## История
1807 г. Июля 1. Сформирована вновь Московской Резервной артиллерийской бригады Понтонная рота майора Магденко.
1811 г. Февраля 14. Наименована Понтонною № 10-го ротою 1-й Запасной артиллерийской бригады.
1814 г. Сентября 23. Наименована Понтонною № 10-го ротою без включения в состав бригад.
1817 г. Января 26. Наименована Понтонною № 70-го ротою.
1819 г. Апреля 18. Наименована Парочною батарейною № 4-го ротою 23-й артиллерийской бригады:
1820 г. Мая 20. Наименована Парочною батарейною № 4-го ротою 14-й артиллерийской бригады.
1828 г. Июля 31. Наименована Парочною батарейною № 4-го ротою 12-й артиллерийской бригады.
1830 г. Марта 6. Наименована Парочною батарейною № 4-го ротою 4-й артиллерийской бригады.
1831 г. Февраля 11. Наименована Парочною батарейною № 4-го ротою 3-й артиллерийской бригады.
1834 г. Февраля 22. Наименована той-же бригады Подвижным запасным парком.
1836 г. Января 29. Наименован Подвижным запасным № 3-го парком 1-й Парковой бригады.
1849 г. Августа 16. Наименован Подвижным запасным № 9-го парком 3-й Парковой бригады.
1850 г. Октября 26. Наименован Подвижным запасным № 2-го парком 1-й Парковой бригады.
1864 г. Августа 28. Наименован той-же бригады 2-м Подвижным парком.
1867 г. Декабря 16. Наименован той-же бригады 2-м артиллерийским парком.
1877 г. Марта 22. Наименован 8-м Дивизионным летучим парком.
1886 г. Июня 6. Наименован 27-м Летучим артиллерийским парком.
1905 г. Ноября 21. Наименован 27-м артиллерийским парком. В 1910 году в связи с военной реформой в России воинская часть переформирована.

## Дислокация
- на 1870—1872 — местечко Керславка Динабургского уезда Витебской губернии;
- на 1873—1876 — местечко Антолепты Новоалександровского уезда Ковенской губернии;
- на 1909 год — поселение Олита Кальварийского уезда Сувалкской губернии.

## Командир
- подполковник Дувинг Ипполит Александрович (на 1869—1876 гг.)
- подполковник фон Стааль Александр Александрович (на 1909 г.)

## Награды
- Высочайшее благоволение по случаю столетнего юбилея. Высочайшая грамота 1 июля 1907 года.